# アーノルド・スコーラン
アーノルド・スコーラン（"The Golden Boy" Arnold Skaaland、1925年1月21日 - 2007年3月13日）は、アメリカ合衆国の元プロレスラー、プロレスリング・マネージャー。ニューヨーク州ホワイト・プレインズ出身のノルウェー系アメリカ人。

## 来歴
1946年にアーノルド・スコーラン名義でデビュー。1950年代はジョージア州でボビー・ウィーバー（Bobby Weaver）の名で活動していた。WWWF（現WWE）の発足前からニューヨークのマディソン・スクエア・ガーデンを拠点に活躍。1962年4月には日本プロレスの第4回ワールドリーグ戦に来日している。1967年6月には前王者の離脱により、WWE世界タッグ王座の前身であるWWWF・USタッグ王座に認定された（パートナーはスパイロス・アリオン）。
レスラー引退後はベビーフェイス陣営のマネージャーに転向し、通算11年間に渡りWWWF世界ヘビー級王座を保持したブルーノ・サンマルチノのマネージャーとして活躍。時折サンマルチノのパートナーなどでリングに復帰することもあった。サンマルチノの事実上の引退後は、新たにWWFの主役となったボブ・バックランドのマネージャーを担当。1983年12月26日、バックランドがアイアン・シークに敗れてWWFヘビー級王座から転落した試合で、ギブアップを示すセコンドのタオル投入を行ったのが彼であった。その後は表舞台から退き、WWFの裏方として働いていた。
1994年、長年の功績によりWWF殿堂入りを果たした（プレゼンターはボブ・バックランド）。2007年3月13日死去。82歳没。
日本には新日本プロレスにアンドレ・ザ・ジャイアントのマネージャーとしても登場し、1981年9月23日の田園コロシアムでのアンドレVSスタン・ハンセンの試合などで映像にも登場している。また、高森朝雄（梶原一騎）の『ジャイアント台風』では、ジャイアント馬場がサンマルチノの世界王座に挑戦するところで、サンマルチノのマネージャーとしてスコーランが登場し暗躍する。
息子のジョージ・スコーランもプロレスラーとなり、1988年3月に全日本プロレスに来日している。

## マネージメントを担当したレスラー
- ブルーノ・サンマルチノ
- トニー・パリシ
- ボブ・バックランド
- アンドレ・ザ・ジャイアント
- リック・マグロー